# Vitorino Freire (ort)
Vitorino Freire är en ort i Brasilien.   Den ligger i kommunen Olho d'Água das Cunhãs och delstaten Maranhão, i den nordöstra delen av landet, 1 300 km norr om huvudstaden Brasília. Vitorino Freire ligger 44 meter över havet och antalet invånare är 13 267.
Terrängen runt Vitorino Freire är mycket platt. Det finns inga andra samhällen i närheten.
Omgivningarna runt Vitorino Freire är huvudsakligen savann. Runt Vitorino Freire är det ganska glesbefolkat, med 22 invånare per kvadratkilometer.